# Laureát
Laureát (lat. laureatus, ověnčený, z laurus, vavřín) je člověk oceněný či vyznamenaný za uměleckou, vědeckou, kulturní a podobnou činnost, nositel ceny nebo vítěz soutěže v těchto oblastech. Nepoužívá se pro vítěze sportovních soutěží ani pro nositele státních vyznamenání. 

## Historie
Název vznikl ze starověkého římského titulu poeta laureatus, básník ověnčený vavřínem, což byl keř zasvěcený Apollónovi. Označení poeta laureatus se užívalo v 17. století pro dvorní básníky, jedním z prvních byl anglický básník a spisovatel Ben Jonson, jehož jmenoval svým laureátem anglický král Karel I. Stuart roku 1617.

## Současné užití
Mezi nejznámější současné laureáty patří nepochybně laureáti Nobelových cen, nositelé Abelovy ceny, Fieldsovy medaile, Turingovy medaile, Templetonovy ceny,  vítězové uměleckých soutěží, státních cen a podobně.